# فقط کمی عشق بیشتر
«فقط کمی عشق بیشتر» آلبومی از هنرمند اهل فرانسه دیوید گتا است.
این آلبوم در چارت‌های فرانسه جزو ده آلبوم اول قرار گرفت.